# 黄永达
黄永达（1957年10月—），浙江永康人，高级会计师，曾任中国华能集团公司总经理，2020年5月22日国务院国资委宣布聘任黄永达为中国电子信息产业集团有限公司外部董事。